# Siège de León (1368)
Guerre de Cent Ans
Batailles
Le siège de León eut lieu au cours de la Première guerre civile de Castille et s’est déroulé en 1368. La ville capitula face au prétendant au trône Henri de Trastamare.

## Déroulement
Le 3 avril 1367, le prétendant au trône Henri de Trastamare subit une défaite retentissante lors de la bataille de Nájera. Contraint à l’exil en France par le roi Pierre Ier de Castille, il ne perd pourtant pas toutes ses ressources. Henri est de retour dans la péninsule Ibérique en janvier 1368. Après s’être emparé des villes de Burgos et Dueñas, Henri de Trastamare se dirige vers León, pourtant farouchement fidèle au roi Pierre. La ville montre une résistance importante pendant plusieurs mois, jusqu’à ce que les assiégeants réussissent à s’emparer du couvent de Santo Domingo, près des murs de la ville. Ils y placèrent alors une tour de siège. Étant désormais dans l’incapacité de défendre la ville, les assiégés durent capituler.
Avec la chute de León, tout le royaume de Galice se soumit à Henri de Trastamare et le reconnut comme roi.